# أوسيان
 (Anne-Louis Girodet)

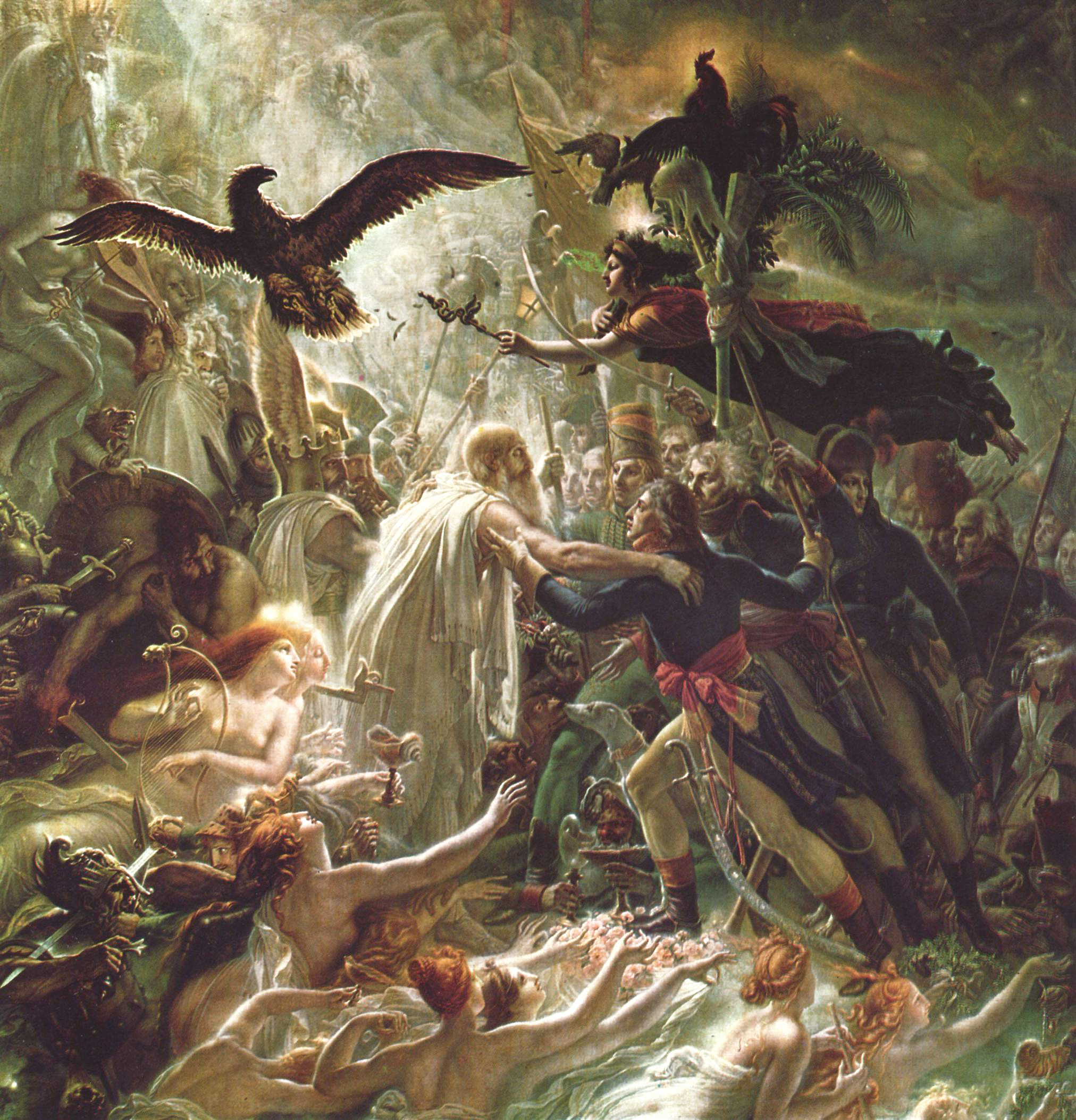
أوسيان (Ossian) يستقبل أشباح الأبطال الفرنسيين، آن لوي جيروديه (Anne-Louis Girodet)، 1805

أوسيان (Ossian) هو الراوي والمؤلف المزعوم لمجموعةٍ من القصائد الملحمية التي نشرها الشاعر الإسكتلندي جيمس ماكفيرسون (James Macpherson) الذي عاش في عام 1760، أدّعى ماكفيرسون أنه جَمَّع نصوصًا غير مدونة تناقلت لسانيًا في غاليك اسكتلندية يُقال إنها من مصادر قديمة وأن العمل عبارة عن ترجمته لهذه النصوص. وأوسيان هو شخصية مقتبسة من أوشن (Oisín) ابن فِنّْ (Finn) أو فيون ماك كامهيل (Fionn mac Cumhaill)، والذي أصبح فِنّْ ماك كول (Finn McCool) عند التحويل إلى الإنجليزية، وهو شخصية من الأساطير الأيرلندية. اختلف النقاد المُعاصرون في الرأي حول أصالة هذا العمل، لكنهم أجمعوا منذ ذلك الحين أن ماكفيرسون نَظَمَ الأشعار بنفسه بناءً على القصص الشعبية القديمة التي جمعها وأن "أوسيان" هو أنجح تزوير أدبي في التاريخ الحديث، جاء هذا على لسان توماس كيرلي (Thomas Curley)." انتشر هذا العمل عالميًا وتمت ترجمته إلى جميع لغات أوروبا، وكان لهذا العمل أثر كبير في نمو الحركة الرومانسية والإحياء الغاليكي. يؤكد كيرلي تحول الصراع حول "الأعمال مُنتَحِلة الصفة الغاليكية لماكفيرسون إلى مؤشر على هشاشة الوحدة في التنوع، هذا التنوع المتلهف للتغيير في بريطانيا العُظمى الإمبراطورية في عصر جونسون". تكللت شهرة ماكفيرسون بدفنه مع عمالقة الأدب في دير وستمنستر، ويلاحظ أن دبليو بي كير (W.P. Ker) (William Paton Ker) في موسوعة كامبريدج لتاريخ الأدب الإنجليزي أن " حرفة ماكفيرسون كمحتال لُغَوي ليس لها معنى بدون مهارته الأدبية".

## الأشعار
(Jean Auguste Dominique Ingres)

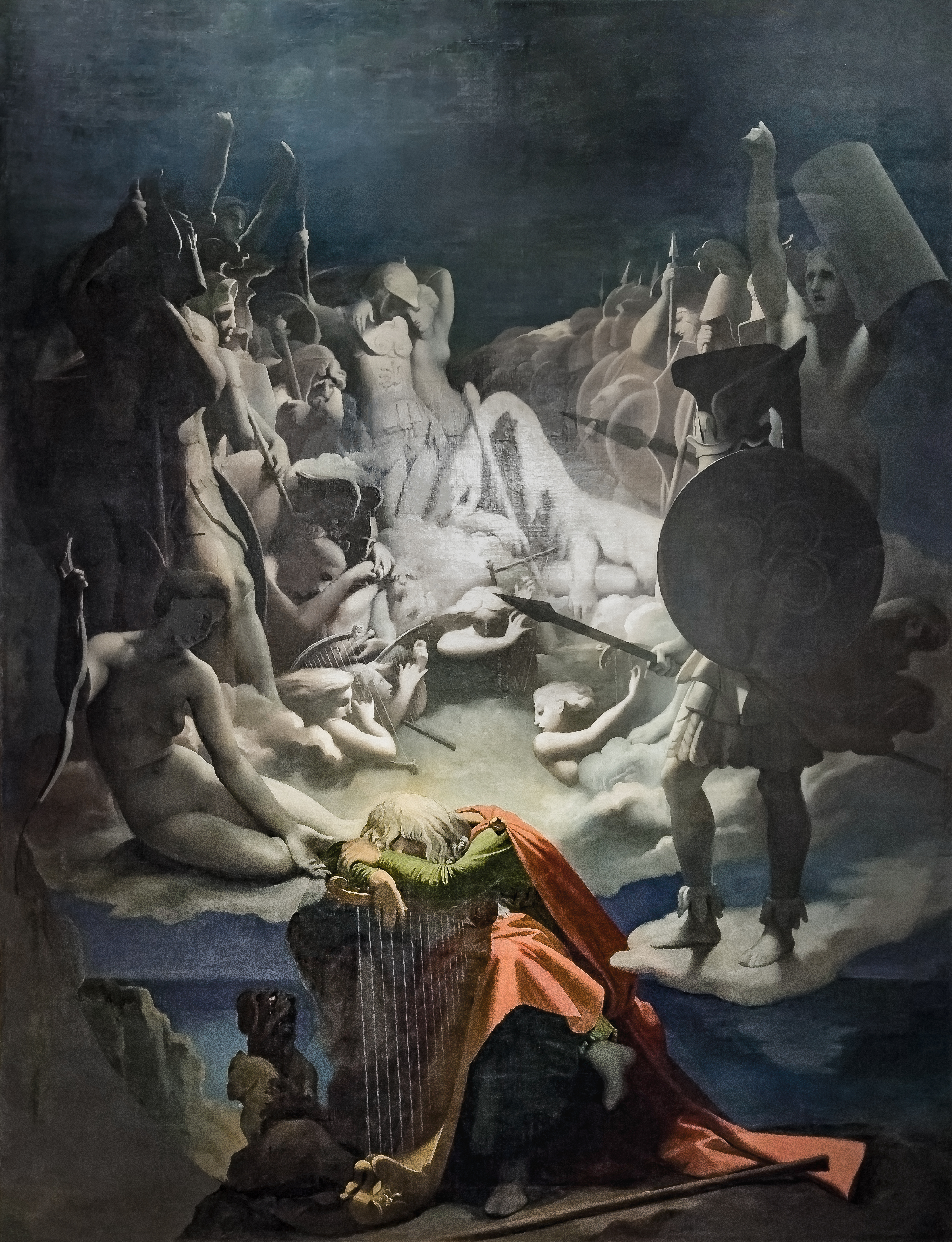
حلم أوسيان، جان أوغست دومينيك آنغريه، 1813

نشر ماكفيرسون في عام 1760 نصًا باللغة الإنجليزية بعنوان أجزاء من الشعر القديم، جُمِّعت في الأراضي الجبليّة الاسكتلندية وتُرجِمَت من اللغة الغاليكية.
وفي وقتٍ لاحق من العام نفسه. ادّعى ماكفيرسون أنه حصل على المزيد من المخطوطات، وفي عام 1761 ادّعى أنه عثر على ملحمة عن موضوع البطل فِنجال كتبها أوسيان. ويعني الاسم فِنجال أو فيونجال «الغريب الأبيض».
وفقًا لمقدمة مادة ماكفيرسون، طلب منه الناشر ترجمة العمل مُدّعيًا أن الكتب المكتوبة بغير الإنجليزية لا إقبال عليها. طبع ماكفيرسون هذه الترجمات في السنوات القليلة التالية في نسخة مُجمَّعة بعنوان أعمال أوسيان، في 1765، وأشهر هذه الأشعار كانت فِنجال، كتبها في 1762.

## ردود الأفعال
حققت الأشعار نجاحًا عالميًا. وكان نابليون (Napoleon) وتوماس جفرسون (Thomas Jefferson) من المعجبين. واعتُبِرَت هذه الأشعار الموازي السِلتي للكلاسيكية المتمثلة في الكُتَّاب مثل هوميروس (Homer). تأثر الكثيرون من الكُتَّاب بهذه الأعمال ومن ضمن هؤلاء الكاتب الشاب والتر سكوت (Walter Scott)، كما تأثر الرسامون ومؤلفو الموسيقى مُختارين أوسيان موضوعًا لأعمالهم.
وفي البلدان التي تتحدث باللغة الألمانية قام مايكل دنيس (Michael Denis) بأول ترجمةٍ كاملةٍ للعمل في عام 1768 مُلهمًا بها الشعراء القوميين الأوائل كلوبشتوك (Friedrich Gottlieb Klopstock) وجوته (Johann Wolfgang von Goethe)، وظهر بوضوح تأثير ترجمة جوته لقسم من عمل ماكفيرسون في مشهد الذروة في عمل أشجان فيرتر الشاب (The Sorrows of Young Werther) (1774).
كتب شريك جوته يوهان جوتفغيد هغدا (Johann Gottfried Herder) مقالاً بعنوان مقتطف من تشابه بين أوسيان وأغاني الشعوب القديمة (1773) في مطلع حركة العاصفة والاندفاع (Sturm und Drang).
لاقى الشعر الإعجاب نفسه في هنغاريا تمامًا مثل الحال في فرنسا وألمانيا، كتب الهنغاري يانوش أراني (János Arany) «هوميروس وأوسيان» ردًا على عمل «أوسيان»، كما كتب كُتَّاب هنغاريون آخرون مثل باروتي سابو (Baróti Szabó)، وتشوكوناي (Mihály Csokonai Vitéz)، وشاندر كيشفالودي (Sándor Kisfaludy)، وكازِنتسي (Ferenc Kazinczy)، وكولتشي (Kölcsey)، وفرنتس تولدي (Ferenc Toldy)، وأجوشت جرجاش (Ágost Greguss)، وتأثروا به.
أدت الترجمة الإيطالية لأوسيان على يد ملكيوره تشزاروتي (Melchiore Cesarotti) إلى شهرةٍ أكبر للعمل، وكان أوجو فوسكولو (Ugo Foscolo) من بين من تأثروا بهذا العمل حيث أنه كان تلميذًا لتشزاروتي في جامعة بادوا.
تمت أول ترجمة جزئية للعمل البولندية على يد إجناسه كراتشيتسكي (Ignacy Krasicki) في 1793، وظهرت الترجمة الكاملة في 1830 على يد سفرن جوستشينسكي (Seweryn Goszczyński).
كانت النسخة الروسية المترجمة على يد إمريل كوستروف (Ermil Ivanovich Kostrov) في عام 1792 هي النسخة الروسية الأهم لأوسيان، وكان مصدرها ترجمة بيير لو تورنور (Pierre Le Tourneur) لعام 1777 وهي ترجمة للنص الأصلي.[بحاجة لمصدر]
بيعت جميع التذاكر لمسرحية أوسيان، أو الشعراء للمؤلف الموسيقي لو سور (Jean-François Le Sueur) التي عُرِضَت في أوبرا باريس الوطنية في عام 1804، وكانت هذه المسرحية محطة تحول في مسيرته المهنية. أدى هذا للتأثير على نابليون ولوحة جيروديه أوسيان يستقبل أشباح الأبطال الفرنسيين التي رسمها في 1805 (انظر أعلاه).[بحاجة لمصدر]
كما أدت هذه الأشعار لسرعة انتشار الموسيقى الرومانسية، ونذكر بالتحديد فرانز شوبرت (Franz Schubert) الذي ألّف ليدا (Lieder) مستخدمًا الكثير من أشعار أوسيان. ونذكر أيضًا فيلكس مندلسون (Felix Mendelssohn) الذي زار جزر الهبرديز في 1829 مُستوحيًا مؤلفته افتتاحية الهبرديز، المشهورة باسم افتتاحية «كهف فنجال»، وخصص صديقه نلس جوه (Niels Gade) الافتتاحية التصويرية إفتركلانج آف أوسيان (Efterklange af Ossian) («أصداء أوسيان») لعام 1840 للموضوع نفسه، وهوأول عمل مطبوع له.
أصبح أوسيان في القرن العشرين نموذجًا لعصر ذهبي خيالي ذي ثقافةٍ بدائيةٍ لا تعرف الصناعة، هكذا اعتبرته جماعات مختلفة تتنوع بين مجتمع ثول (Thule) والحركة البيئية.[بحاجة لمصدر]

## الخلاف حول الأصالة

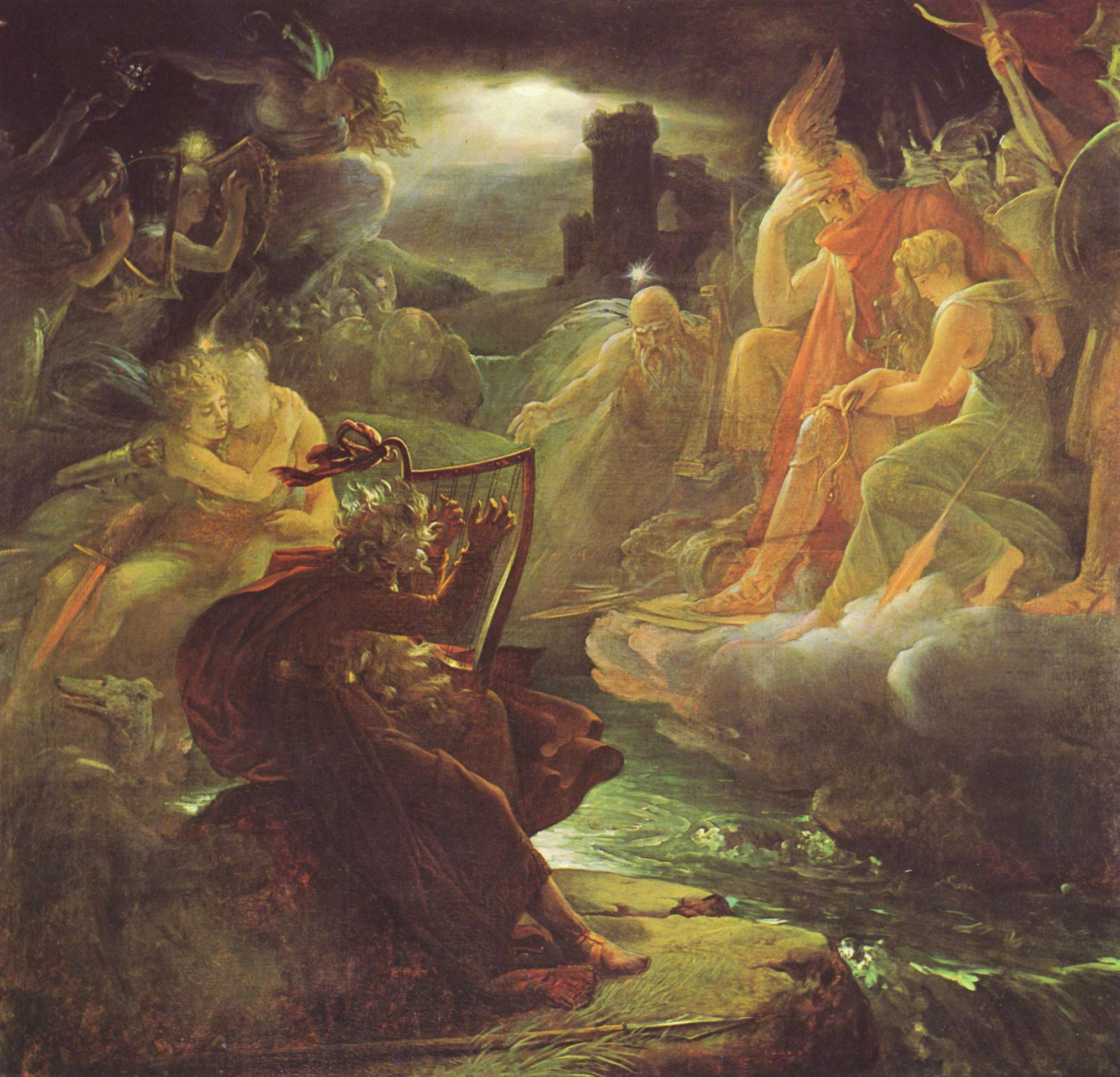
أوسيان، للرسام فرانسوا باسكال سيمون جيرار

بدأت النزاعات فورًا بعد ادعاءات ماكفيرسون، وجاءت النزاعات مبينة على أسس أدبية وسياسية. فكان ماكفيرسون قد رَوَّجَ لأشعاره بأنها ذات أصولٍ اسكتلندية، وهكذا فقد عارضه بشدة المؤرخون الأيرلنديون الذين شعروا أن تراثهم يُصادر. لكن على أية حال، اشتركت اسكتلندا وأيرلندا في ثقافة غاليكية مُوحدة في الفترة التي نُظِمَت فيها هذه الأشعار، كما تم تأليف جزء من الأدب الفيوني في اسكتلندا، وهو أيضًا أدب مشترك بين البلدين.
كان صمويل جونسون (Samuel Johnson) المؤلف والناقد وكاتب السيَر الإنجليزي مقتنعًا بأن ماكفيرسون "نصّابًا وكاذبًا ومُحتالاً، وأن أشعاره مُزوَّرة"، وقرر جونسون أن مقدار جودة هذه الأشعار غير جدير بالاعتبار. وعندما سُئل، "لكن دكتور جونسون، هل من المعقول أن أي شخص ممن يعيشون معنا اليوم قادر حقًا على كتابة أشعارٍ كهذه؟، أجاب إجابته الشهيرة قائلاً: "نعم، رجال كثيرون. نساء كثيرات. وأطفال كثيرون، يستطيعون ذلك." ويُنقَل أيضًا على لسان جونسون فيما يتعلق بقصة أوسيان أنها "أكثر اختلاق مثير للاشمئزاز ابتُلي به العالم"، ويدعِّم جونسون رأيه بوصفه اللغة الغاليكية أنها حديث وقح لشعب همجي، كما يقول إنه لا توجد أي مخطوطات بهذه اللغة يزيد عمرها عن مائة عام. وفي مواجهة جونسون تم إثبات أن مكتبة كلية المحامين في إدندبرج تحتوي مخطوطات غاليكية عمرها خمسمائة عام، ومخطوطة أخرى أكثر عتاقة.
دافع المؤلف الإسكتلندي هيو بلير (Hugh Blair) عن أصالة أوسيان في كتابه أطروحة نقدية لأشعار أوسيان لعام 1763 في مواجهة الانتقاد العنيف لجونسون بخصوص أوسيان وتضمنت كل نسخة من أوسيان هذه الأطروحة منذ 1765 لإعطاء العمل المصداقية، وجاءت الحركة الرومانسية في الوقت المناسب مُحدِثةً أصداءً جيدةً بين المتأثرين بنظرية «البدائي نبيل»، وحصل العمل على شعبيةٍ مثل شعبية كتاب بيرك (Edmund Burke) [لفظ إطراء] تساؤل فلسفي عن أصول معتقداتنا حول السمو والجمال (1757).[بحث أصيل]
قرر في عام 1766 متخصص الأثريات وعالم الغاليكية تشارلز أو كونور (Charles O'Conor) عدم أصالة أوسيان وذلك في فصلٍ جديد بعنوان ملاحظات عن ترجمة السيد ماك فيرسون لأوسيان وتِمُرا والذي أضافه في النسخة الثانية من كتابه عن تاريخ أيرلندا. وفي عام 1775 كتب تشارلز أو كونور كتابه الجديد أطروحة حول أصول وأثار الاسكتلنديون القدماء حيث توسع في نقده لأوسيان.

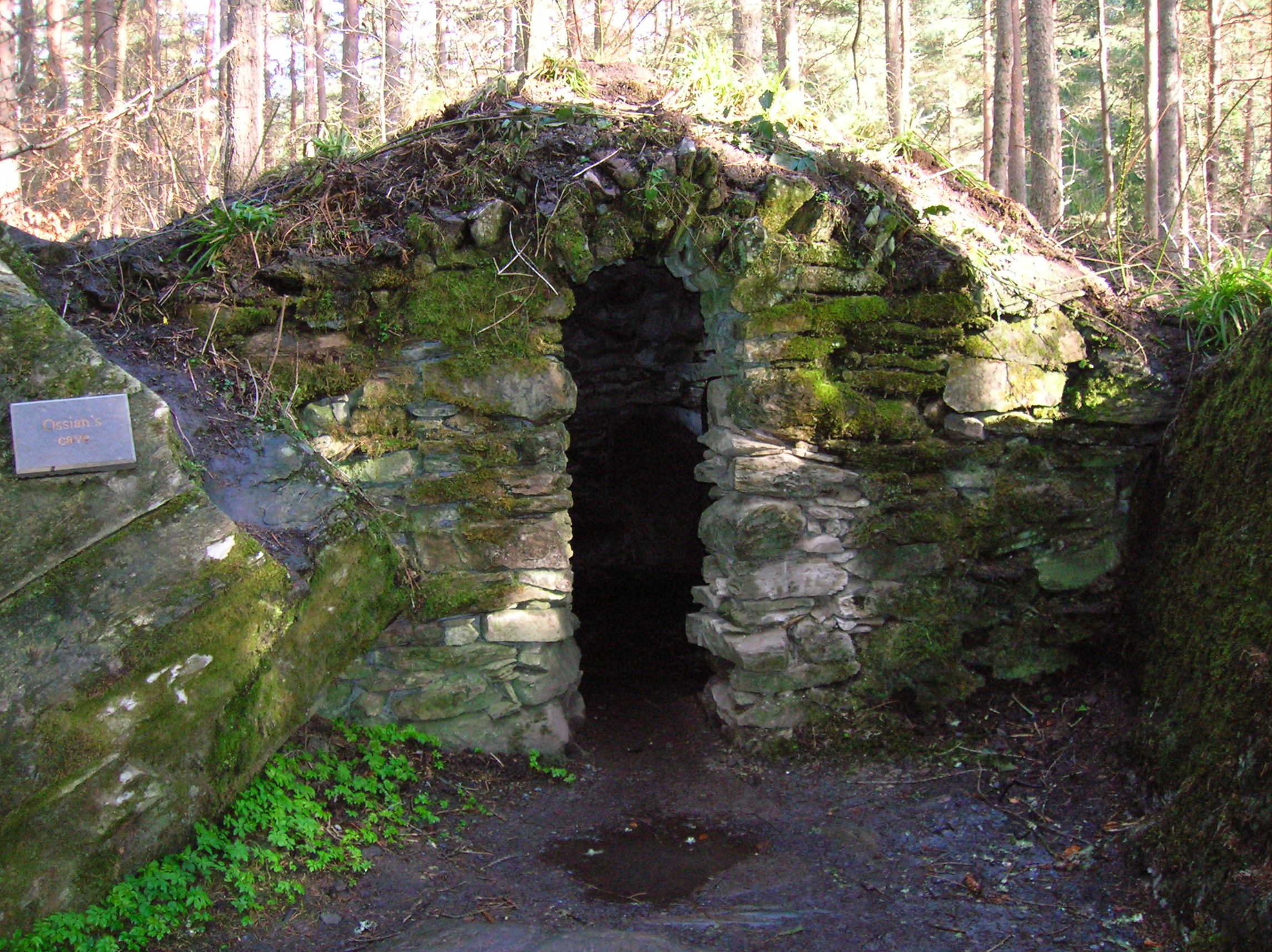
كهف أوسيان في صومعة الناسك (The Hermitage) في دانكلد، اسكتلندا

قامت لجنة جمعية الأراضي الجبلية الاسكتلندية بالتحقيق في أصالة عمل ماكفيرسون بسبب الجدل الذي نشب. ولهذه الظروف ظهرت المخطوطة المَدعوَّة بمخطوطة جلينميزان (Glenmasan manuscript) (مكتبة كلية المحامين (Adv. 72.2.3)،[متى؟] وفيها تجميعٌ لقصة Oided mac n-Uisnig. وتعتبر هذه المخطوطة نسخةً من Longes mac n-Uislenn الأيرلندية، وبها حكاية مشابهة لحكاية ماكفيرسون «دارتولا» (Darthula) ولكنها أيضًا مختلفة كثيرًا في نواحٍ عدة. استشهد دونالد سميث (Donald Smith) بهذه القصة في تقريره للجنة.
اشتعل الجدال وصولاً للسنوات الأوائل من القرن التاسع عشر، وكان وجها الخلاف هما، هل هذه الأشعار مأخوذة من مصادر أيرلندية وإنجليزية وأجزاء غاليكية حاكها المؤلف سويًا كما استنتج جونسون، أم أنها  تعتمد بشكلٍ كبير على التقاليد الشفاهية الغاليكية الاسكتلندية والمخطوطات كما زعم ماكفيرسون.
وفي عام 1952 استنتج الشاعر الإسكتلندي ديريك تومسون (Derick Thomson) أن ماكفيرسون جمع القصص الشعرية الغنائية الغاليكية الاسكتلندية مستأجرًا الكُتّاب لتسجيل تلك المحفوظة شفاهيًا، كما رتب المخطوطات ولكنه قام بتعديلات مغيِرًا الأفكار والشخصيات الأصلية كما أضاف الكثير من الشخصيات والأفكار من وحي خياله. ويشير أستاذ الأدب الأمريكي الحديث والمترجم برنارد نوكس (Bernard Knox) إلى كتاب أوسيان مسميًا إياه «بالملحمة الشعرية المجمَّعة» المزوَّرة أو المزيَّفة.
ويأتي كتاب اختراع اسكتلندا (2008) للكاتب هيو تريفور روبر (Hugh Trevor-Roper) ليتابع [لفظ إطراء] بشكلٍ حاسم تطور نُسَخ عمل ماكفيرسون وتؤيد بعض المفكرين الاسكتلنديين للعمل في مراحله الأولى.

## الطبعات
- 1996: The Poems of Ossian and Related Works, ed. Howard Gaskill, with an Introduction by Fiona Stafford (Edinburgh: Edinburgh Univ. Press).
- 2004: Ossian and Ossianism, Dafydd Moore, (London: Routledge). A 4-volume edition of Ossianic works and a collection of varied responses (London: Routledge, 2004). This includes facsimiles of the Ossian works, contemporary and later responses, contextual letters and reviews, and later adaptations.
- 2011: Blind Ossian's Fingal : fragments and controversy a reprint of the first edition and abridgement of the follow-up with new material by Allan and Linda Burnett (Edinburgh: Luath Press Ltd)

## كتابات أخرى
- Black، George F. (1926)، Macpherson's Ossian and the Ossianic Controversy، New York{{استشهاد}}:  صيانة الاستشهاد: مكان بدون ناشر (link)
- MacGregor، Patrick (1841)، The Genuine Remains of Ossian, Literally Translated، Highland Society of London

## وصلات خارجية
- The Poetical Works of Ossian Full text at Ex-Classics
- Selected Bibliography: James Macpherson and Ossian Excellent online bibliography; compiled by designated experts in the field; covering the most important scholarly monographs and articles on Ossian and Macpherson up to March 2004.
- Literary Encyclopedia: Ossian
- Popular Tales of the West Highlands by J. F. Campbell Volume IV (1890)
- A Vision of Britain Through Time James Boswell, The Journal of a Tour to the Hebrides with Samuel Johnson, discussion in entries for 22 and 23 September 1773.
- Calum Colvin: "Ossian: Fragments of Ancient Poetry" Reproduction of the cycle of paintings "Ossian: Fragments of Ancient Poetry" (2002) by one of Scotland's most renowned contemporary artists